# Jean-Baptiste Jauffret
Jean-Baptiste Jauffret, né le 25 septembre 1766 à La Roquebrussanne et mort le 28 août 1824 à Saint-Pétersbourg, est un philologue et enseignant entendant français. Il a fondé une école secondaire à Paris inspirée des méthodes d'enseignement des sourds-muets, et dirigé l’Institut des Sourds-Muets de Saint-Pétersbourg de 1810 à 1824. Il est le frère de Mgr André Jauffret, évêque de Metz et aumônier de Napoléon Ier, du pédagogue et moraliste Louis-François Jauffret, et de Joseph Jauffret, maître des requêtes au Conseil d'État. Son neveu, Anatole Jauffret, est le fondateur de l’Institution Jauffret à Paris.

## Biographie
Jean-Baptiste Jauffret est issu d’une famille bourgeoise de La Roquebrussanne. À l’âge de dix ans, il est envoyé en pension au collège oratorien de Toulon. En 1784, il intègre la Congrégation de l’Oratoire comme enseignant laïc. Il est d’abord nommé au collège de Joyeuse, puis en 1786 au collège de Riom, où il se lie avec l’abbé Salvan, élève de l’abbé de L’Epée, qui a fondé une école pour les sourds-muets dans cette ville.
En 1787, Jean-Baptiste Jauffret quitte la Congrégation de l’Oratoire et rejoint ses frères à Paris, où il occupe une place de précepteur du dernier fils du marquis de Malleyssie jusqu’en mars 1789. En 1791, il retrouve l’abbé Salvan, nommé à l’Institut des sourds-muets de Paris. C’est à cette époque qu’il se lie avec l’abbé Sicard, successeur de l’abbé de L’Epée. En 1792, il quitte Paris et se réfugie à Orléans. Là, il étudie la médecine d’Hippocrate, et fréquente l’helléniste d'Ansse de Villoison, dont il partage la passion pour les langues. En 1795, il revient à Paris, où il suit les cours de Sicard, qui le forme à sa théorie grammaticale et à sa méthode d’éducation des sourds-muets.
En 1801, Jean-Baptiste Jauffret ouvre une école secondaire rue Saint-Jacques à Paris, dans l’ancien Couvent des Ursulines, où il enseigne à des élèves « entendants-parlants » en adaptant la méthode de Sicard.  « Sa méthode d’enseigner tout-à-la fois la grammaire des quatre principales langues, avec les éléments inséparables de la logique et de la métaphysique, réunit au mérite de la nouveauté les avantages de l’ancienne instruction publique de l’Université », écrit M. de Villoison. « Je suis témoin des progrès rapides et prodigieux de plusieurs élèves que j’avais confiés aux soins de cet habile instituteur. » L’établissement compte notamment parmi ses professeurs le linguiste Fleury Lécluse et le philologue Charles-Benoît Hase.
En 1806, Jean-Baptiste Jauffret, avec le soutien de Sicard, déménage son école dans le Marais, près du Lycée Charlemagne, dans l’ancien hôtel d’Aubray-Brinvilliers, rue Neuve-Saint-Paul (actuelle Rue Charles-V).  A cette époque, son établissement compte cinquante élèves pensionnaires. Mais à la suite de mauvaises affaires, il est contraint de le vendre en 1808 à M. de Fombonne. 
En 1808, l’impératrice-mère de Russie, Maria Feodorovna, qui a fondé une école pour les sourds-muets à Pavlovsk, se rapproche de l’abbé Sicard pour faire venir à Saint-Pétersbourg un professeur formé à sa méthode. Conseillée par Sicard et Haüy, l’impératrice-mère nomme en novembre 1809 Jean-Baptiste Jauffret à la tête de son établissement
. Il arrive dans la capitale russe en février 1810, où, pendant quatorze ans, il contribue à développer l’institut des sourds-muets de Saint-Pétersbourg. Sous sa direction, l’établissement passe de 9 élèves à 48 en 1823.
Il meurt le 28 août 1824 dans une datcha près de Saint-Pétersbourg, des suites d’une longue maladie. En remerciement de ses services, l’impératrice-mère l’avait fait nommer chevalier de l’Ordre de Saint-Vladimir, 4e classe, en 1813, et Conseiller de Cour en 1818.
De son mariage avec Marie-Rosalie de Vitry, veuve de M. Deloynes, Jean-Baptiste Jauffret eut deux enfants. Son fils, Alexandre Jauffret (1791-1853), est le traducteur de l'Histoire de l'Empire de Russie de Nikolaï Karamzine.

## Ouvrage
- Mémoire sur un moyen nouveau et facile d’apprendre à articuler aux sourds-muets de naissance, 1801